# Олександрівський ботанічний заказник
Ботанічний заказник «Олекса́ндрівський» — об'єкт природно-заповідного фонду Харківської області, ботанічний заказник місцевого значення.
Розташований біля сіл Олександрівка та Андріївка Берестинського району.
Загальна площа — 170,0 га.
Заказник утворений рішенням Харківської обласної ради від 30 жовтня 2001 року.
Відповідальний за охорону — ПСП «Андріївське».

## Опис
Заказник розташований вздовж річки Вошива на ділянці між селами Олександрівка та Андріївка.
Положення в системі природно-ландшафтного районування — слабохвилясті лесові височинні рівнини з ярами та балками, річковими долинами північно-степових рівнинних східноєвропейських ландшафтів.
Ґрунти — чорноземи, лучні та торфово-болотні.
Розподіл площі земель заказника за їх категоріями:
- сіножаті — 92,6 га;
- пасовища — 64,5 га;
- водний фонд — 12,9 га.

Типи трав'янистої рослинності:
- на луках — китниково-хвощові;
- на болотах — рогозові, очеретові, бульбокомишово-осокові.

В заказнику зберігаються цінні лікарські рослини: подорожник степовий (Plantago stepposa), парило звичайне (Agrimonia eupatoria), пижмо звичайне (Tanacetum vulgare), деревій щетинистий (Achillea setacea), цикорій звичайний (Cichorium intybus), пирій повзучий (Elymus repens), вовчуг польовий (Ononis arvensis), м'ята польова (Mentha arvensis), вовконіг європейський (Lycopus europaeus).
Види цінних кормових рослин: тонконіг вузьколистий (Poa angustifolia), китник лучний (Alopecurus pratensis), костриця лучна (Festuca pratensis), мітлиця велетенська (Agrostis gigantea), мітлиця повзуча (Agrostis stolonifera), лядвенець український (Lotus ucrainicus), кипець гребінчастий (Koeleria cristata), конюшина лучна (Trifolium pratense), еспарцет донський (Onobrychis arenaria), грястиця збірна (Dactylis glomerata), вівсюнець пухнастий (Helictotrichon pubescens).

## Заповідний режим
Заказник оголошений для охорони стацій лучної та болотної флори.
Завданнями заказника є:
- збереження природних умов формування витоків річки Вошива з комплексом лучної та водно-болотної рослинності, як природного фільтру води в верхів'ях річки і регулятору стоку;
- підтримка загального екологічного балансу та забезпечення фонового моніторингу навколишнього природного середовища.

На території забороняється:
- проведення будь-якої господарської діяльності, яка може завдати шкоди заповідному об'єкту та порушити екологічну рівновагу;
- самочинна зміна меж, зміна охоронного режиму;
- будь-яке порушення ґрунтового покриву, видобування корисних копалин, будівництво, геологорозвідування, розорювання земель, забруднення території;
- меліоративні та будь-які інші роботи, що можуть привести до зміни гідрологічного режиму території заказника;
- знищення та пошкодження окремих дерев, чагарників, трав'янистої рослинності;
- знищення та зміна видового складу рослинності;
- заготівля лікарських рослин та технічної сировини;
- збір рідкісних та занесених до Червоної книги України видів рослин, їх квітів і плодів;
- збір та заготівля насіння та плодів дерев, чагарників та трав'янистих лікарських рослин;
- використання хімічних речовин для боротьби зі шкідниками та хворобами рослин;
- зберігання на території заказника (та в двокілометровій зоні навкруги) всіх видів пестицидів та агрохімікатів;
- внесення в ґрунт мінеральних добрив;
- знищення та вилов всіх видів тварин, розорення гнізд, нір, інших видів сховищ та жител;
- будь-яке порушення природного стану водойм, що входять до складу заказника, порушення режиму водоохоронних та прибережних смуг;
- відвідування території заказника в період розмноження тварин і вигодівлі молоді (з травня до липня);
- організація місць відпочинку, розведення вогнищ;
- прохід та проїзд автотранспорту через територію заказника поза межами доріг, стежок;
- надання земельних ділянок під забудову;
- інші види робіт, що можуть привести до порушення природних зв'язків та природних процесів, втрати наукової, господарської, естетичної цінності природного комплексу заказника.

Дозволяється на території заказника:
- систематичні спостереження за станом природного комплексу;
- проведення комплексних досліджень;
- проведення екологічної освітньо-виховної роботи.

Всі види природокористування на території заказника здійснюються за дозволами Державного управління екології та природних ресурсів в Харківській області.